# Jan Piotrowski (geodeta)

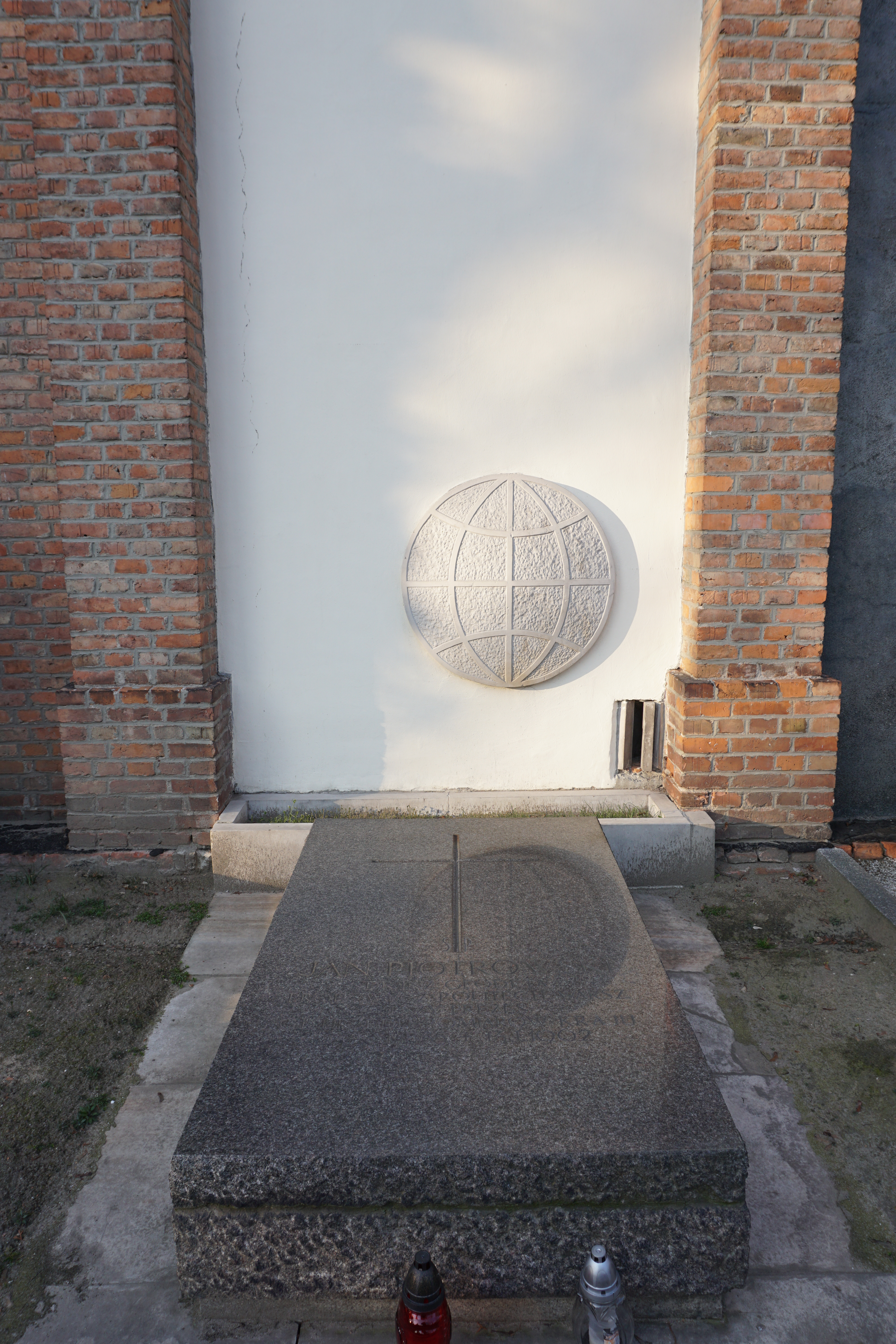
Grób Jana Adama Piotrowskiego w alei zasłużonych na cmentarzu Powązkowskim

Jan Adam Piotrowski (ur. 26 listopada 1885 w Jędrzejowie, zm. 13 stycznia 1962) – polski inżynier i geodeta.

## Życiorys
Urodził się w rodzinie Kazimierza i Antoniny z Wewerków. Studiował w Instytucie Mierniczym w Moskwie. Od 1913 uczył w Tomsku, następnie pracował jako asystent w Katedrze Geodezji i Miernictwa Górniczego w Tomskim Instytucie Technologicznym. Po odzyskaniu niepodległości przez Polskę wrócił do kraju. W 1925 objął katedrę miernictwa w Politechnice Warszawskiej. Od 1939 dziekan Wydziału Inżynierii. W czasie okupacji brał udział w tajnym nauczaniu, był też wykładowcą w powstałej za zgodą Niemców Państwowej Wyższej Szkole Technicznej; w 1945 organizator i dziekan Wydziału Geodezyjnego Politechniki Warszawskiej. 
Był pierwszym prezesem Głównego Urzędu Pomiarów Kraju. Opublikował szereg prac naukowych, był także autorem podręcznika Geodezja.
Został pochowany na cmentarzu Powązkowskim w Warszawie (Aleja Zasłużonych-1-114).
Dwukrotnie żonaty. Pierwszą żoną była Irena Aleksandra z Jaruntowskich h. Prus III (zm. 1975), po raz drugi ożenił się z Natalią z Zajdemanów (1897–1977).

## Ordery i odznaczenia
- Order Sztandaru Pracy I klasy (11 października 1950)[3]
- Krzyż Oficerski Orderu Odrodzenia Polski (19 lipca 1946)[4]
- Złoty Krzyż Zasługi (10 lutego 1939)[5]